# 米基蒂夫卡 (羅韋尼基區)
48°20′8″N 38°53′47″E / 48.33556°N 38.89639°E
米基蒂夫卡（烏克蘭語：Микитівка）是位於烏克蘭東部的村莊，由盧甘斯克州羅韋尼基區的赫魯斯塔利內市鎮負責管轄。該村始建於1789年，面積0.96平方公里，海拔高度210米，2001年人口285，人口密度每平方公里297.5人。